# Yi Siling
Yi Siling (n. 6 mai 1989, Guiyang County⁠(d), Hunan, Republica Populară Chineză) este o trăgătoare de tir ce a reprezentat Republica Populară Chineză, medaliată olimpică. A participat la 2 ediții ale Jocurilor Olimpice (2012, 2016) în care a câștigat o medalie de aur și o medalie de bronz.